# Linard-Malval
Linard-Malval község Franciaország Új-Aquitania régiójában, Creuse megyében. Új községként 2019. január 1-jén jött létre Linard és Malval korábbi község egyesítésével. 
Az egyesüléskor az új község lélekszáma 214 fő lett. Lakosainak száma 207 fő (2022. január 1.).

## Népesség
| Lakosok száma | 210  | 212  | 211  | 209  | 208  | 207  |
|               | 2017 | 2018 | 2019 | 2020 | 2021 | 2022 |